# Pete Rodríguez (El Conde)
Pour les articles homonymes, voir Pete Rodríguez et Rodríguez.
Pete « El Conde » Rodríguez (Pedro Juan Rodríguez Ferrer de son vrai nom) (31 janvier 1932 - 2 décembre 2000) est un chanteur portoricain de salsa né à Ponce (Porto Rico), qui a chanté notamment avec la Fania All Stars et l'orchestre de Johnny Pacheco.
Parmi ses tubes figurent Catalina la O, La Escencia del Guaguanco et Esos tus ojos negros.
Il est décédé pendant son sommeil à 68 ans.